# Biografielijst Ot

## Ota
- Kōsuke Ōta (1987), Japans voetballer
- Yuki Ota (1985), Japans schermer
- Otacilia Severa, vrouw van keizer Philippus de Arabier
- Yoshiko Otaka (1920-2014), Japans zangeres en actrice
- Naoto Otake (1968), Japans voetballer
- Nicolás Otamendi (1988), Argentijns voetballer
- Ichiji Otani (1912-2007), Japans voetballer
- Ikue Otani (1965), Japans actrice en stemactrice
- Otávio (1995), Braziliaans voetballer

## Otb
- Otbert van Luik, bisschop van Luik

## Ote
- Jorge Oteiza (1908-2003), Spaans schilder, beeldhouwer en schrijver
- Jurgi Oteo (1996), Spaans voetballer
- Alejandro Otero (1921-1990), Venezolaans schilder en beeldhouwer
- Marcelo Otero (1971), Uruguayaans voetballer
- Remedios de Oteyza (1920-1978), Filipijns ballerina

## Otf
- Otfried von Weißenburg (±800-±870), Duits monnik, dichter en schrijver

## Otg
- Otgar (?-847), Frankisch bisschop
- Otgiva van Luxemburg (±995-1030), echtgenote van graaf Boudewijn IV van Vlaanderen

## Oth
- Jamal Othman (1986), Zwitsers kunstschaatser
- Mohammed Adiq Husainie Othman (1991), Maleisisch wielrenner
- Otho (32-69), Romeins keizer
- Johanna Otho (±1540-na 1600), Zuid-Nederlands schrijfster
- Johannes Otho (±1520-1581), Zuid-Nederlands schrijver
- Valentinus Otho (1548-1603), Duits wiskundige
- Alexandros Othoneos (1879/1880-1970), Grieks generaal, politicus en eerste minister

## Oti
- Kenny Otigba (1992), Hongaars/Nigeriaans voetballer
- Carré Otis (1968), Amerikaans actrice en fotomodel
- Elisha Otis (1811-1861), Amerikaans uitvinder
- Johnny Otis (1921-2012), Amerikaans zanger en componist
- Shuggie Otis (1953), Amerikaans singer-songwriter en multi-instrumentalist

## Otl
- Édouard Otlet (1842-1907), Belgisch politicus en ondernemer
- Jacques Otlet (1948), Belgisch politicus
- Maurice Otlet (1869-1924), Belgisch ondernemer
- Paul Otlet (1868-1944), Belgisch bibliograaf, theosoof, pacifist en ondernemer

## Otm
- Otmar van Sankt Gallen (690-759), Zwitsers heilige

## Oto
- Eric Otogo-Castane (1976), Gabonees voetbalscheidsrechter
- Peter O'Toole (1932-2013), Iers acteur

## Ots
- Petre Otscheli (1907-1937), Georgisch kunstenaar
- Hiroki Otsu (1994), Japans autocoureur
- Takeru Otsuka (2001), Japans snowboarder

## Ott
- Almar Otten, (1964), Nederlands hydroloog en thrillerauteur
- Christine Otten, (1961), Nederlands auteur en journalist
- Kees Otten (1924-2008), Nederlands blokfluitspeler
- Ludwig Otten (1924-2016), Nederlands componist en muziekpedagoog
- Mark Otten (1985), Nederlands voetballer
- Willem Jan Otten (1951), Nederlands schrijver, dichter en essayist
- Harm Ottenbros (1943-2022), Nederlands wielrenner
- Lou Ottens (1926-2021), Nederlands uitvinder en industrieel vormgever
- Rogier van Otterloo (1941-1988), Nederlands componist
- Hein Otterspeer (1988), Nederlands schaatser
- Willem Otterspeer (1950), Nederlands hoogleraar
- Jeanette Ottesen (1987), Deens zwemster
- Merlene Ottey (1960), Jamaicaans-Sloveens atlete
- Peter Öttl (1965), Duits motorcoureur
- Philipp Öttl (1996), Duits motorcoureur
- Otto de Visschere (±1612-1671), heer van Vlierden
- Otto het Kind (1204-1252), hertog van Brunswijk en Lüneburg
- Otto I de Grote (912-973), Duits koning en keizer
- Otto I van Beieren (1117-1183), hertog van Beieren
- Otto I van Beieren (1848-1916), koning van Beieren
- Otto I van Bentheim (±1140-1208/09), graaf van Bentheim
- Otto I van Brandenburg (1127-1184), markgraaf van Mark Brandenburg
- Otto I van Chiny (±955-±987), graaf van Chiny
- Otto I van Gelre (1150-1207), graaf van Gelre
- Otto I van Griekenland (1815-1867), Duits koning van Griekenland
- Otto I van Karinthië (±948-1004), hertog van Karinthië en markgraaf van Verona
- Otto I van Nassau († 1289/90), graaf van Nassau (1251-1289/90)
- Otto I van Palts-Mosbach (1387-1461), vorst van Palts-Mosbach
- Otto I van Saksen (850-912), hertog van Saksen
- Otto I van Salm (1085-1145), graaf van Rheineck
- Otto I van Weimar (±1020-1067), graaf van Weimar
- Otto I van Zwaben (±924-982), hertog van Zwaben
- Otto II van Brunswijk-Lüneburg (±1439-1471), hertog van Brunswijk-Lüneburg
- Otto II van Meißen (1125-1190), markgraaf van Meißen
- Otto II van Nassau-Siegen (ca. 1305-1350/51), graaf van Nassau-Siegen
- Otto II van Olomouc (?-1126), hertog van Olomouc en Brno
- Otto II van Rheineck (±1115-1149), graaf van Bentheim en heer van Rheineck
- Otto II van Rietberg (1264-1308), bisschop van Münster
- Otto II van Zutphen (±1060-1113), graaf van Zutphen
- Otto II van Zwaben (±1000-1047), hertog van Zwaben
- Otto III van Monferrato (±1358/61-1378), markgraaf van Monferrato
- Otto III van Olomouc (±1122-1160), hertog van Olomouc
- Otto III van Zwaben (±1000-1057), hertog van Zwaben
- Keizer Otto IV (1175/76-1218), koning van Duitsland
- Otto IV van Wittelsbach (±1090-1156), graaf van Wittelsbach en Lengenfeld en paltsgraaf van Beieren
- Otto V van Waldeck-Eisenberg (ca. 1504-1541), Duits graaf en geestelijke
- Otto van Ahaus (±1274-1323), heer van Bredevoort
- Otto van Arkel (1330-1396), heer van Arkel
- Otto van Ballenstedt (±1065-1123), hertog van Saksen
- Otto van Bourgondië (962-1026), hertog van Bourgondië
- Otto van Bronckhorst-Borculo (1392-1458), heer van Bronckhorst en Borculo
- Otto van Cuijk (1270-1350), heer van Cuijk
- Otto van Everstein (±1199-1270), Duits edele
- Otto van Gelre (1194-1215), bisschop van Utrecht
- Otto van Gulik (±1245-na 1284), geestelijke en edelman in het Prinsbisdom Luik
- Otto van Habsburg-Lotharingen (1912-2011), Duits/Oostenrijk politicus
- Otto van Holland (?-1249), bisschop van Utrecht
- Otto van Lippe (?-1360), heer van Lippe
- Otto van Nassau-Neuweilnau (1610-1632), graaf van Nassau-Neuweilnau (1627-1632)
- Otto van Nijenrode (±1368-1434), heer van Nijenrode
- Otto van Northeim (±1030-1083), hertog van Beieren
- Otto van Savoye (1021-1059), graaf van Savoye
- Otto van Verdun (±910-944), hertog van Lotharingen
- Otto van Vermandois (990-1045), graaf van Vermandois
- Bert Otto (1949), Nederlands schilder
- Björn Otto (1977), Duits atleet
- Davy Otto (1985), Nederlands voetbalscheidsrechter
- Gustav Otto (1883-1926), Duits ondernemer
- Heini Otto (1954), Nederlands voetballer en voetbaltrainer
- Hennie Otto (1976), Zuid-Afrikaans golfer
- Jacob Johannes Otto (1875-1953),  Nederlands ondernemer
- Jurre Otto (1998), Nederlands zanger, model en (stem)acteur
- Karel Otto (1805-1885), Belgisch componist, dirigent, muziekpedagoog en hoornist
- Kristin Otto (1966), (Oost-)Duits zwemster
- Miel Otto (1939-2023), Nederlands bedrijfskundige en hoogleraar
- Miranda Otto (1967), Australisch actrice
- Nicolaus Otto (1832-1891), Duits uitvinder
- Rudolf Otto (1869-1937), Duits theoloog en hoogleraar
- Sylke Otto (1969), Duitse rodelaarster
- Gisela Otto (1972), Nederlands actrice en televisiepresentatrice
- Waldemar Otto (1929-2020), Duits beeldhouwer
- Will Otto (1919-2008), Nederlands ambtenaar en landdrost
- Margit Otto-Crépin (1945), Frans amazone
- Anna Ottosson (1976), Zweeds alpineskiester
- Annetje Ottow (1965), Nederlandse hoogleraar economisch publiekrecht
- Adolf Reichsgraf von Ottweiler (1789-1812), Duits adellijk militair
- Ludwig Carl Reichsgraf von Ottweiler (1776-1799), Duits adellijk militair

## Otu
- Daniel Oturu (1999), Amerikaans basketballer

## Otz
- Ötzi (ca.3200 v.Chr.), persoon uit het stenen tijdperk